# Соколовський Семен Григорович
Семе́н Григо́рович Соколо́вський (Соломон Гершевич Соколовський) (25 грудня 1921, Ніжин, Чернігівська губернія, Українська СРР — 28 вересня 1995, Москва, Росія) — радянський актор театру і кіно. Заслужений артист РРФСР (29.08.1961). Народний артист РРФСР (11.07.1973).

## Біографія
Семен Соколовський народився в Ніжині (Чернігівська область). Навчався в Московському міському театральному училищі. З 1945 року — в Московському драматичному театрі (потім — Театр на Малій Бронній). Народний артист РРФСР (1974).
Ролі в театрі: Кона Мелоді («Душа поета» Юджина О'Ніла), Едді Карбоне («Вид з моста» Артура Міллера), Солоний («Три сестри» А. Чехова) та інші.
У кіно з 1953 року. Перша роль — Гамза в радянсько-албанському фільмі режисера Сергія Юткевича «Великий воїн Албанії Скандербег».
Завдяки значній і імпозантній зовнішності часто запрошувався на ролі військовиків, іноземців, джентльменів. Серед фільмів з його участю: «Пісня першого кохання», «Надзвичайне доручення», «Вибух після півночі», «Мері Поппінс, до побачення!» та інші. Однією з найпомітніших робіт Соколовського стала роль полковника Скопіна в телесеріалі «Слідство ведуть ЗнаТоКі».
Помер 28 вересня 1995 року в Московському Будинку ветеранів сцени. Похований на Донському кладовищі.

## Фільмографія
- 1953 — Великий воїн Албанії Скандербег —  Гамза
- 1957 — Двоє з одного кварталу —  Нурі
- 1958 — Справжній друг — Джаліл
- 1958 — Пісня першого кохання —  Варужан
- 1964 — Молодий («Молодожон») —  Воронов
- 1965 — Надзвичайне доручення —  Борис Савінков
- 1966 —  26 бакинських комісарів —  Григорій Костянтинович Петров
- 1967 —  Генерал Рахімов
- 1967 — Три дні Віктора Чернишова —  батько Антона
- 1969 — Вибух після півночі —  Самарін
- 1970 — Вибух уповільненої дії — епізод
- 1971 — Антрацит
- 1971 — Зірки не гаснуть —  Мартинау
- 1971 — Слідство ведуть ЗнаТоКі. Повинну голову ... —  полковник Вадим Олександрович Скопін
- 1972 — Слідство ведуть ЗнаТоКі. Шантаж —  Скопін
- 1972 — Слідство ведуть ЗнаТоКі. Нещасний випадок —  полковник Скопін
- 1972 — Цирк запалює вогні —  Мортімер
- 1972 — Це солодке слово — свобода!
- 1972 — Довга дорога в короткий день —  Коллінз
- 1972 — Людина з боку (телеспектакль) —  Гліб Миколайович Рябінін
- 1974 — Світло в кінці тунелю — епізод
- 1975 — Слідство ведуть ЗнаТоКі. Удар у відповідь —  полковник Скопін
- 1976 — Дні хірурга Мішкіна —  Володимир
- 1978 — І знову Аніскін —  Семен Семенович Пекарський, капітан пароплава «Преображенський»
- 1979 — Слідство ведуть ЗнаТоКі. Підпасок з огірком —  полковник Скопін
- 1980 — Таємниця Едвіна Друда —  Сластігрох
- 1981 —  Чорний трикутник —  Муратов
- 1982 — Слідство ведуть ЗнаТоКі. Справа № 17. Він десь тут —  генерал-майор Скопін  (в епізодах)
- 1983 — Мері Поппінс, до побачення —  містер Уілкінс, літній джентльмен
- 1988 —  Цивільний позов

## Джерело
- Соколовський Семен Григорович на сайті IMDb (англ.)